# Antonia Caenis

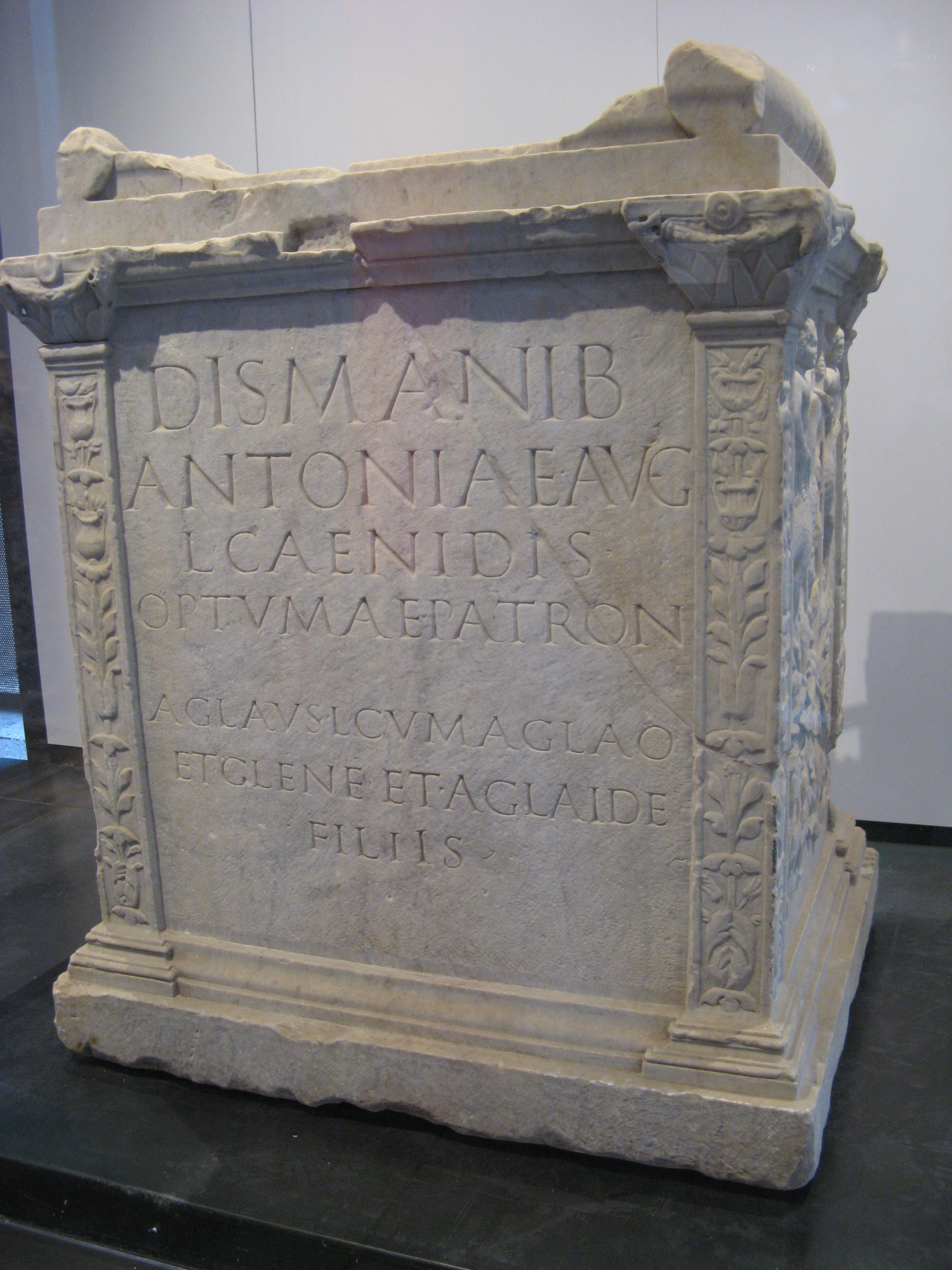
Antonia Caenis gravsten vid Porta Pia i Aurelianusmuren.

Antonia Caenis, död 74 e.Kr., var kejsare Vespasianus inflytelserika sambo. Hon utövade ett betydande inflytande på statsangelägenheterna i romarriket.
Caenis tros ha blivit född i Istria i nuvarande Kroatien. Hon var slav och sekreterare åt kejsar Claudius mor Antonia Minor innan hon inledde ett förhållande med Vespasianus. Enligt Suetonius var hon Vespasianus fru i allt utom namnet efter hans första fru Flavia Domitilla den äldres död fram till sin egen död. Hon ska ha haft ett fantastiskt minne och varit mycket aktiv i regeringsarbetet. Hon utförde officiella uppgifter på kejsarens vägnar och tjänade mycket pengar på sin politiska karriär. Hon behandlades dock föraktfullt av Vespasianus son Domitianus.